# Urbain de Vandenesse
Urbain de Vandenesse, fallecido en 1753, fue un médico y enciclopedista francés.
Después de haber defendido varias tesis de medicina a la facultad de medicina de París, Vandenesse recibió el título de doctor-régent en 1742.
Los aproximadamente 280 artículos para la Enciclopedia de Diderot y De Alembert son las únicas publicaciones que realizó. Fueron 150  artículos en el volumen I y 120 en el volumen II, antes de que su fallecimiento interrumpiese su colaboración, con un solo artículo en el volumen III. Ver la lista (en francés) de sus artículos en Wikisource.

## Fuente
- (en inglés) Frank Arthur Kafker, ''The Encyclopedists as individuals:  biographical dictionary of the authors of the Enciclopedia'', Oxford 1988, p. 381.  (ISBN 0-7294-0368-8).

- Datos: Q2500137